# Adolfo Guglielmo di Sassonia-Eisenach
Adolfo Guglielmo di Sassonia-Eisenach (Weimar, 15 maggio 1632 – Eisenach, 21 novembre 1668) fu duca di Sassonia-Eisenach.
Egli era il quarto ma il secondo sopravvissuto Guglielmo di Sassonia-Weimar e Eleonora Dorotea di Anhalt-Dessau.
A diciannove anni, Adolfo viaggiò in molti paesi europei, in particolare in Francia. Successivamente, nel 1656 entrò al servizio del re Carlo X Gustavo di Svezia (che era a quel tempo coinvolto nelle guerre del Nord contro la Polonia) come colonnello, dove Adolfo si distinse per coraggio e determinazione. Ad ogni modo, dopo un incontro a Fionia con un ambasciatore imperiale, Adolfo si trasferì nelle armate imperiali col grado di colonnello. Nel 1661, si recò nuovamente in Svezia, dove il re Carlo Gustavo gli offrì il titolo di maggiore  generale di Fanteria con una paga di 2 000 talenti; Adolfo rifiutò.
Alla morte del padre (1662) Adolfo, con il fratello maggiore Giovanni Ernesto, divise l'eredità paterna. Egli ricevette Eisenach e il Castello di Wilhelmsburg, con il suo enorme parco, dove stabilì la propria residenza. i suoi due fratelli più giovani, Giovanni Giorgio e Bernardo, ricevettero solo parti minori dei ducati dei fratelli maggiori.
A Wolfenbüttel, il 18 gennaio 1663, Adolfo sposò Maria Elisabetta di Brunswick-Wolfenbüttel, da cui ebbe cinque figli.
Adolfo perse quasi tutti i propri figli pochi giorni dopo la loro nascita, e sua moglie era in attesa del quinto figlio quando lui morì. Otto giorni dopo nacque Guglielmo Augusto che ereditò gli stati del padre (sotto la reggenza dello zio Giovanni Giorgio), fino alla sua morte, avvenuta a soli 2 anni di età, passando quindi poi l'eredità a Giovanni Giorgio.

## Ascendenza
|                                       |                              |                                        | Genitori                          |  |  | Nonni |  |  | Bisnonni                              |  |  | Trisnonni                       |  |
|                                       |                              |                                        |                                   |  |  |       |  |  | Giovanni Guglielmo di Sassonia-Weimar |  |  | Giovanni Federico I di Sassonia |  |
|                                       |                              |                                        |                                   |  |  |       |  |  | Giovanni Guglielmo di Sassonia-Weimar |  |  | Giovanni Federico I di Sassonia |  |
|                                       |                              | Sibilla di Jülich-Klebe-Berg           |                                   |  |  |       |  |  | Giovanni Guglielmo di Sassonia-Weimar |  |  |                                 |  |
| Giovanni di Sassonia-Weimar           |                              |                                        |                                   |  |  |       |  |  | Giovanni Guglielmo di Sassonia-Weimar |  |  |                                 |  |
|                                       |                              | Dorotea Susanna di Wittelsbach-Simmern | Federico III del Palatinato       |  |  |       |  |  |                                       |  |  |                                 |  |
|                                       |                              | Dorotea Susanna di Wittelsbach-Simmern | Federico III del Palatinato       |  |  |       |  |  |                                       |  |  |                                 |  |
|                                       |                              | Dorotea Susanna di Wittelsbach-Simmern | Maria di Brandeburgo-Kulmbach     |  |  |       |  |  |                                       |  |  |                                 |  |
| Guglielmo di Sassonia-Weimar          |                              | Dorotea Susanna di Wittelsbach-Simmern |                                   |  |  |       |  |  |                                       |  |  |                                 |  |
|                                       |                              | Gioacchino Ernesto di Anhalt           | Giovanni II di Anhalt-Dessau      |  |  |       |  |  |                                       |  |  |                                 |  |
|                                       |                              | Gioacchino Ernesto di Anhalt           | Giovanni II di Anhalt-Dessau      |  |  |       |  |  |                                       |  |  |                                 |  |
|                                       |                              | Gioacchino Ernesto di Anhalt           | Margherita di Brandeburgo         |  |  |       |  |  |                                       |  |  |                                 |  |
| Dorotea Maria di Anhalt               |                              | Gioacchino Ernesto di Anhalt           |                                   |  |  |       |  |  |                                       |  |  |                                 |  |
|                                       |                              | Eleonora di Württemberg                | Cristoforo di Württemberg         |  |  |       |  |  |                                       |  |  |                                 |  |
|                                       |                              | Eleonora di Württemberg                | Cristoforo di Württemberg         |  |  |       |  |  |                                       |  |  |                                 |  |
|                                       |                              | Eleonora di Württemberg                | Anna Maria di Brandeburgo-Ansbach |  |  |       |  |  |                                       |  |  |                                 |  |
| Adolfo-Guglielmo di Sassonia-Eisenach |                              | Eleonora di Württemberg                |                                   |  |  |       |  |  |                                       |  |  |                                 |  |
|                                       | Gioacchino Ernesto di Anhalt | Giovanni II di Anhalt-Dessau           |                                   |  |  |       |  |  |                                       |  |  |                                 |  |
|                                       | Gioacchino Ernesto di Anhalt | Giovanni II di Anhalt-Dessau           |                                   |  |  |       |  |  |                                       |  |  |                                 |  |
|                                       | Gioacchino Ernesto di Anhalt | Margherita di Brandeburgo              |                                   |  |  |       |  |  |                                       |  |  |                                 |  |
| Giovanni Giorgio I di Anhalt-Dessau   | Gioacchino Ernesto di Anhalt |                                        |                                   |  |  |       |  |  |                                       |  |  |                                 |  |
|                                       |                              | Agnese di Barby                        | Wolfgang von Barby                |  |  |       |  |  |                                       |  |  |                                 |  |
|                                       |                              | Agnese di Barby                        | Wolfgang von Barby                |  |  |       |  |  |                                       |  |  |                                 |  |
|                                       |                              | Agnese di Barby                        | …                                 |  |  |       |  |  |                                       |  |  |                                 |  |
| Eleonora Dorotea di Anhalt-Dessau     |                              | Agnese di Barby                        |                                   |  |  |       |  |  |                                       |  |  |                                 |  |
|                                       |                              | …                                      | …                                 |  |  |       |  |  |                                       |  |  |                                 |  |
|                                       |                              | …                                      | …                                 |  |  |       |  |  |                                       |  |  |                                 |  |
|                                       |                              | …                                      | …                                 |  |  |       |  |  |                                       |  |  |                                 |  |
| Dorotea del Palatinato-Simmern        |                              | …                                      |                                   |  |  |       |  |  |                                       |  |  |                                 |  |
|                                       |                              | …                                      | …                                 |  |  |       |  |  |                                       |  |  |                                 |  |
|                                       |                              | …                                      | …                                 |  |  |       |  |  |                                       |  |  |                                 |  |
|                                       |                              | …                                      | …                                 |  |  |       |  |  |                                       |  |  |                                 |  |
|                                       |                              | …                                      |                                   |  |  |       |  |  |                                       |  |  |                                 |  |